# Trichohoplorana
Trichohoplorana is een kevergeslacht uit de familie van de boktorren (Cerambycidae). De wetenschappelijke naam van het geslacht werd voor het eerst geldig gepubliceerd in 1961 door Breuning.

## Soorten
Trichohoplorana omvat de volgende soorten:
- Trichohoplorana dureli Breuning, 1961
- Trichohoplorana juglandis Holzschuh, 1989
- Trichohoplorana mutica Holzschuh, 1990